# 古本科韋
50°41′8″N 28°50′27″E / 50.68556°N 28.84083°E
古本科韋（烏克蘭語：Губенкове），是烏克蘭北部的村莊，隸屬日托米爾州的日托米爾區。該村面積5.48平方公里，2001年人口152，人口密度每平方公里27.74人。